# متحف الحدود الشمالية
متحف الحدود الشمالية أحد متاحف منطقة الحدود الشمالية في السعودية، تم انشائه في 1428 هـ 2007 لحفظ وتوثيق آثار وتراث منطقة الحدود الشمالية من المملكة العربية السعودية، يتبع وزارة السياحة.

## المحتويات
يحتوي المتحف على قاعات العروض المتحفية وقاعة آثار المملكة والتاريخ الطبيعي والجيولوجي التي تشتمل على صور جيولوجية لمنطقة الحدود الشمالية وبيئاتها وأهم مكوناتها فضلا عن أهم المواقع الأثرية المكتشفة مع مختارات من القطع الأثرية .
يضم قاعة ما قبل التاريخ وما قبل الإسلام التي تتحدث عن حياة الإنسان في عصور ما قبل التاريخ وصناعاته وأدواته الحجرية وأهم مواقعها في منطقة الحدود الشمالية، ثم القاعة الإسلامية وتشتمل على مرحلة صدر الإسلام التي بدأت ببعثة الرسول صلى الله عليه وسلم وانتشار الفتوحات الإسلامية كما يتم عرض لأهم محطات درب زبيدة الواقعة ضمن نطاق منطقة الحدود الشمالية وعن المقتنيات الأثرية لها .
بجانبه قاعة الدولة السعودية وتعرض وثائق وصور ومقتنيات أثرية متنوعة فيها، ثم قاعة التعليم وتتناول مسيرة التعليم في المنطقة مع عرض لمجموعة من الوثائق التعليمية والمراسلات وصور للمدارس والأنشطة وأدوات التعليم القديمة، ثم قاعة التراث الشعبي وتعرض تراث المنطقة الشعبي من ملابس رجالية ونسائية وأدوات زينة وأسلحة وأدوات الطهي وأدوات الإضاءة والخوصيات وغيرها.

## وصلات خارجية
- الحدود الشمالية المستقبل السياحي الواعد
- الموافقة على اعتماد توقيع عقد تنفيذ متحف الحدود الشمالية في عرعر بـ95.570.091 ريالا
- سلطان بن سلمان: «الحدود الشمالية» تتميز بمقوماتها السياحية والتراثية وينتظرها مستقبل واعد